# Parc naturel régional du Conero
Le parc naturel régional de Conero est un espace naturel protégé créé par la région des Marches en 1987 dans la province d'Ancône,.

## Territoire
Le parc s'étend sur la quasi totalité du promontoire du mont Conero et la zone située entre celui-ci et l'embouchure du Musone, soit plus de 6 000 ha. Cette superficie est répartie entre les communes suivantes : 
- Ancône, 3 183 ha, 53 % du total ;
- Sirolo, 250 ha, 21 % du total ;
- Numana, 982 ha, 16 % du total ;
- Camerano, 595 ha, 10 % du total.

La riviera de Conero.

Le territoire du parc, en résumé, comprend la campagne et les collines, les forêts de montagne, ses hautes côtes rocheuses et celles marneuses/argileuses plus au nord, les zones urbaines et les grandes plages dans la partie sud.
La zone du parc comprend trois sites d'importance communautaire et une zone de protection spéciale du réseau Natura 2000 :
- SIC IT5320005 : Côte entre Ancône et Portonovo ;
- SIC IT5320006 : Portonovo et falaise calcaire du bord de mer ;
- SIC IT5320007 : Mont Conero
- SPA IT5320015 : Mont Conero

## Flore
Les plus grands spécialistes de la flore du Conero furent Luigi Paolucci (it) à la fin du XIXe siècle et Aldo Brilli-Cattarini au XXe siècle. Les études les plus récentes font état de 1102 espèces.

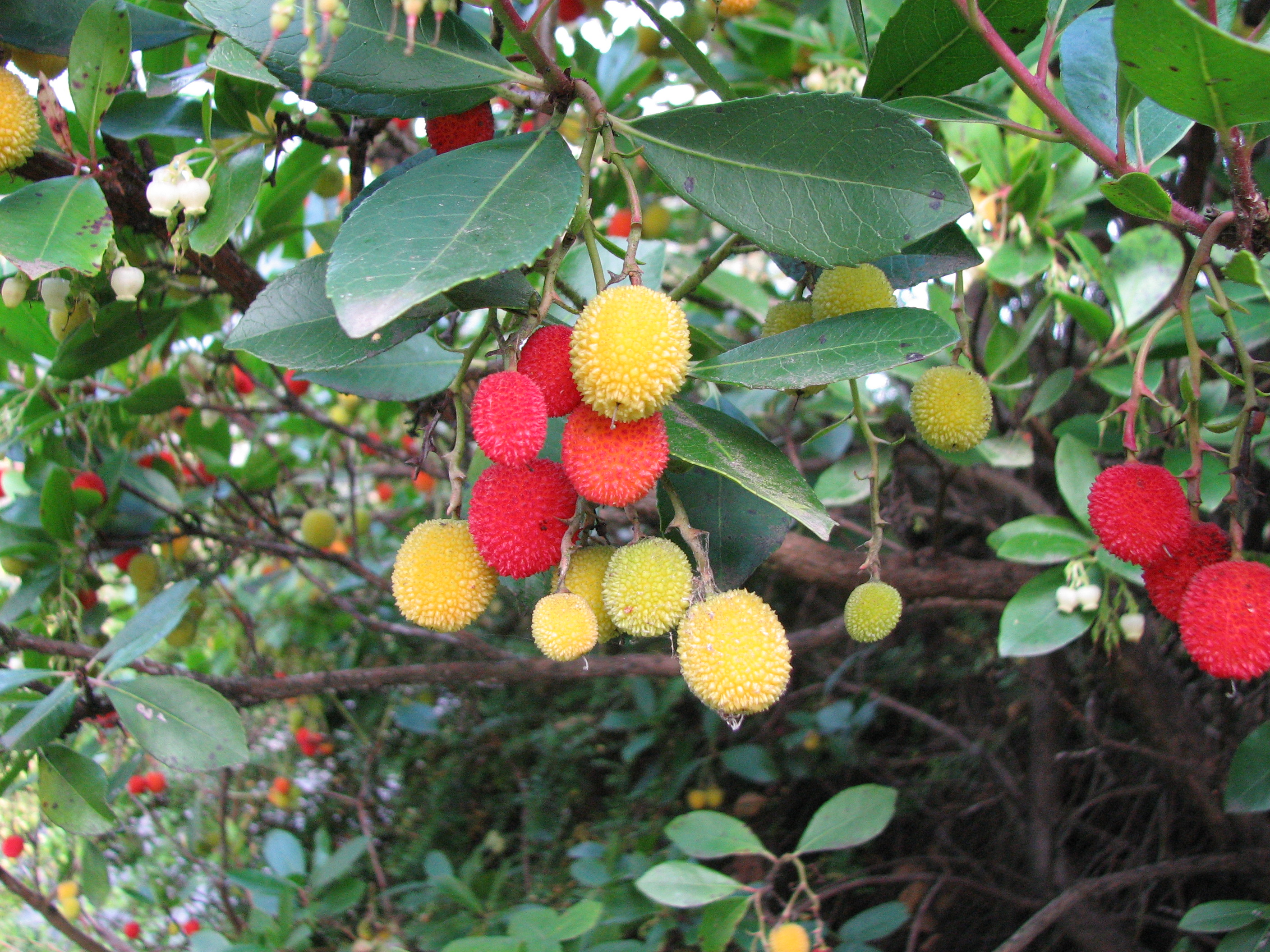
Arbousier.

De nombreuses plantes sont rares sur toute la côte adriatique italienne, mais présentes, comme ici, sur le Gargano et/ou vers le Frioul et l'Istrie, ou sur la mer Tyrrhénienne. Les plus répandues sont cependant typiques du maquis méditerranéen : spartier à tiges de jonc, cytisus à feuilles sessiles (un autre genêt), pistachier lentisque, arbousier, genévrier oxycèdre et chêne vert.

## Faune
La faune du parc Conero, en raison de la longue présence de l'homme dans la zone, n'est pas très dense. Parmi les espèces de mammifères, la protection du territoire permet la présence du blaireau, du renard, de la mouffette, du hérisson et de la belette.

## Galerie

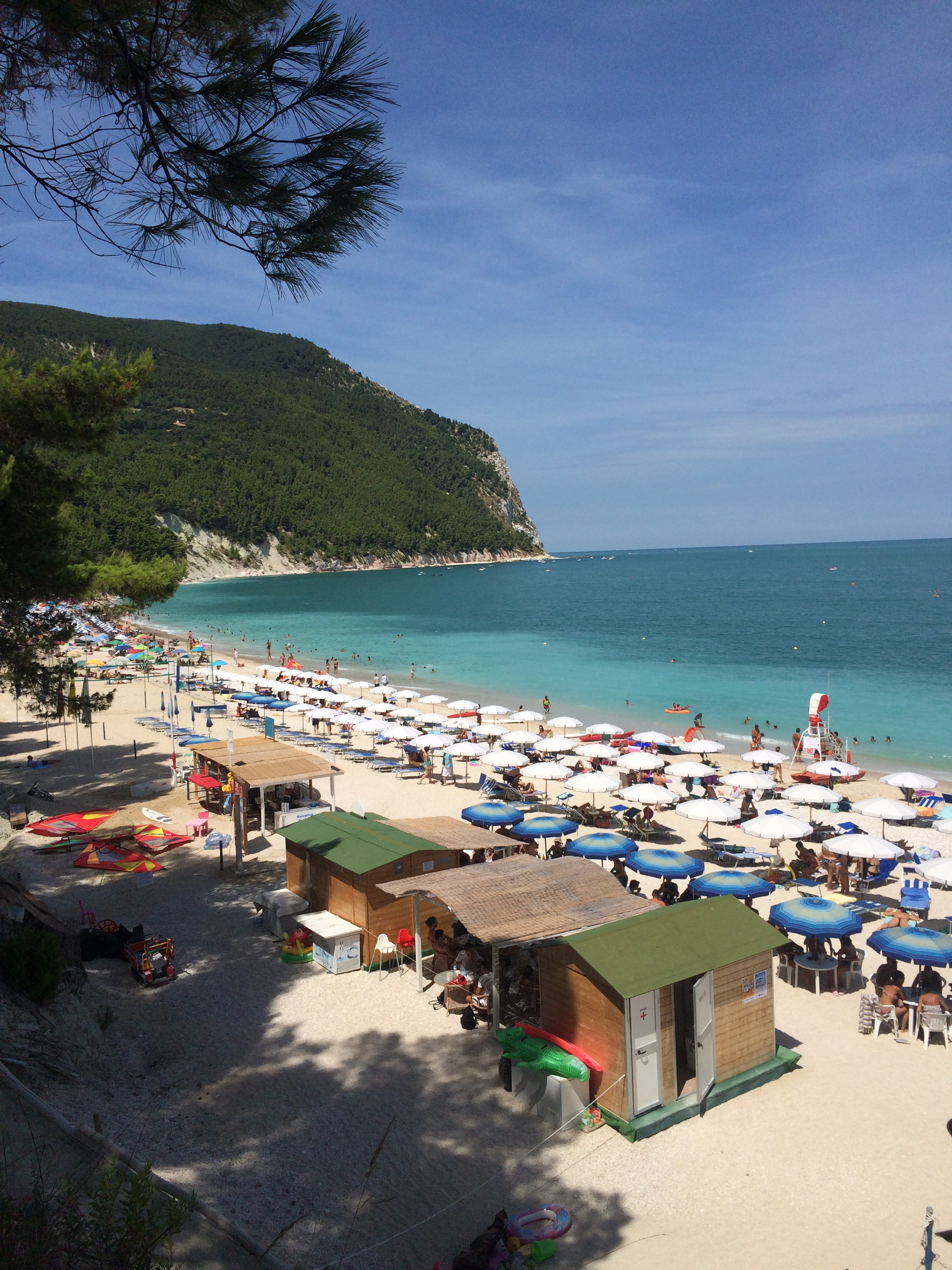
La plage de Sirolo.
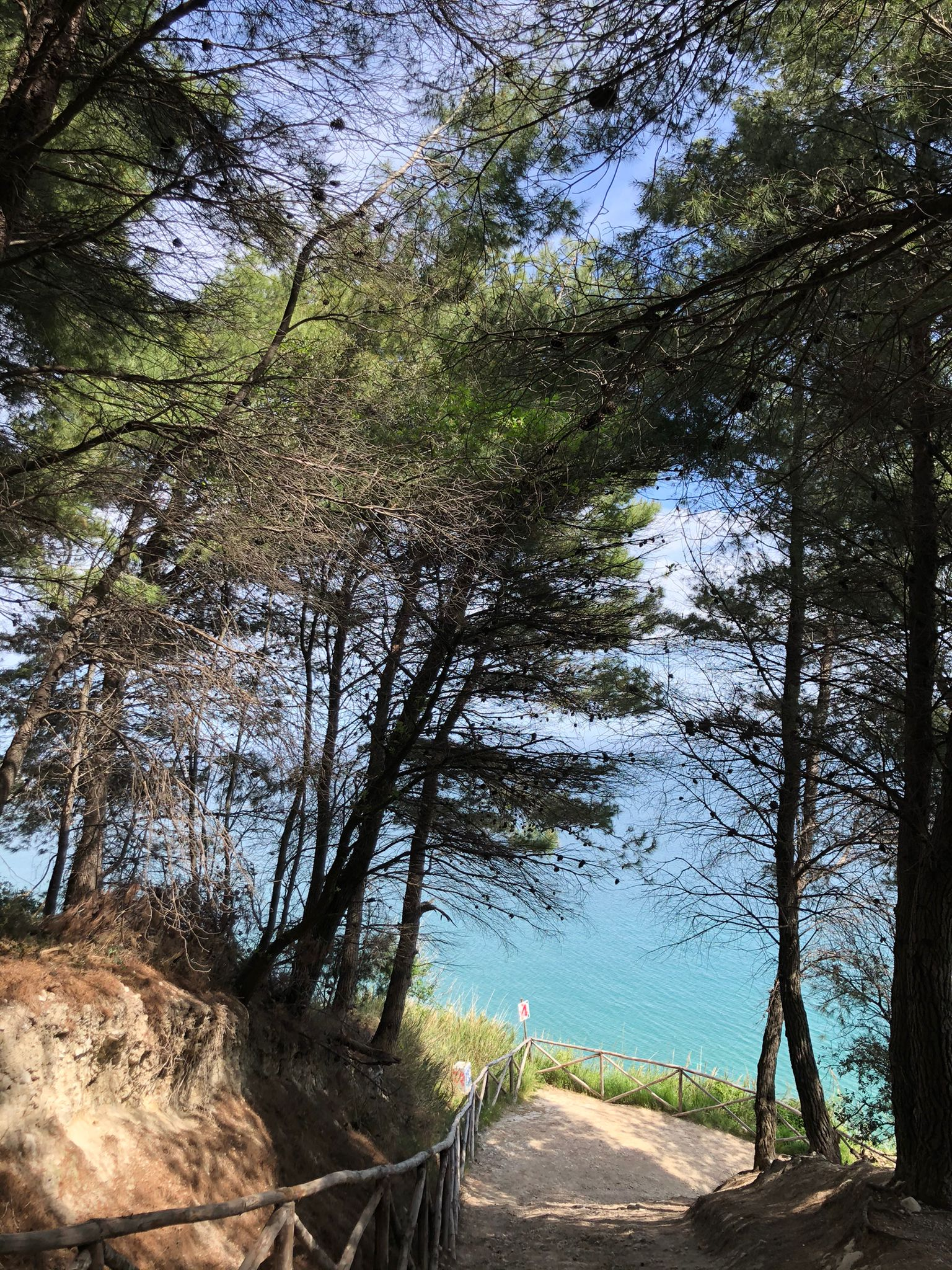
un chemin de randonnée.
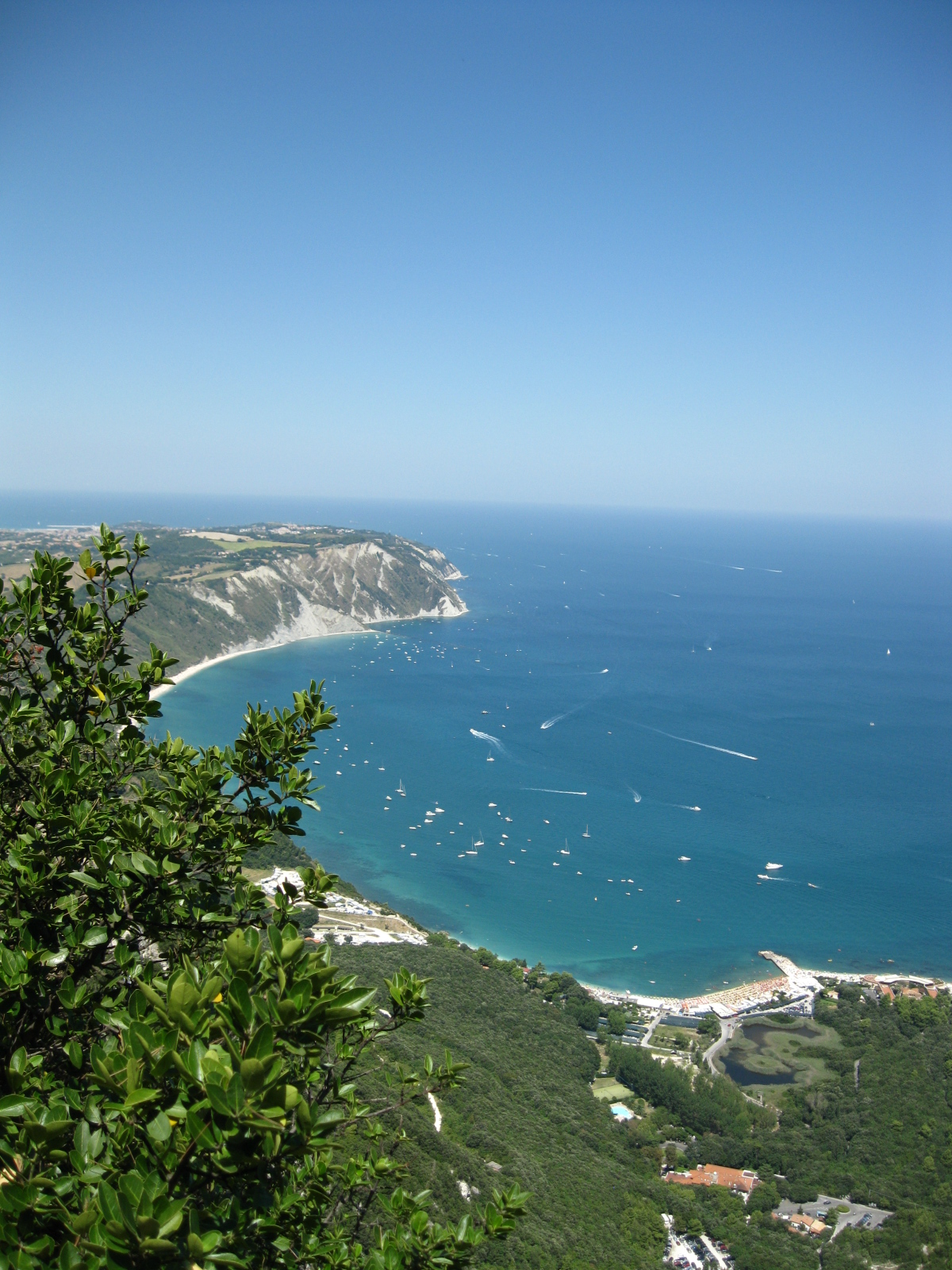
La baie de Portonovo.